# Кияновский переулок
Кия́новский переу́лок (укр. Кия́нівський прову́лок) — переулок в Шевченковском районе города Киева, местность Кудрявец. Пролегает от Вознесенского спуска до Дегтярной улицы (соединяется ступенями).

## История
Один из древних переулков Киева. На границе XIX — XX веков был известен под двумя параллельными названиями — нынешней как официальной и как Вознесенский переулок (под этим названием фигурирует на карте 1900 года). В 1901 году Городская дума согласилась с предложением жителей о его официальном переименовании в Вознесенский, однако решение не вступило в силу.

## Застройка
Почти всю старую застройку конца XIX — начала XX века снесли в 1-й половине 1980-х годов. Остался лишь дом № 2 и позднее, в 1990-х годах, был отстроен дом № 5.